# Гавриловская (Няндомский район, у реки Лим)
Гавриловская — деревня в Няндомском районе Архангельской области.

## География
Находится в юго-западной части Архангельской области на расстоянии приблизительно 40 км на северо-восток по прямой от административного центра района города Няндома на правом берегу реки Лим.

## История
В 1873 году здесь было учтено 4 двора, в 1905 — 7. Тогда деревня входила в Каргопольский уезд Олонецкой губернии. До 2022 года входила в Мошинское сельское поселение до его упразднения.

## Население
Численность населения: 21 человек (1873 год), 38 (1905), 15 (русские 100 %) в 2002 году, 10 в 2010.